# Juliene Simpson
Juliene Simpson (nacida el 20 de junio de 1953 en Elizabeth, Nueva Jersey) es una exjugadora y entrenadora de baloncesto estadounidense. Consiguió 1 medalla de plata con Estados Unidos en los Juegos Olímpicos de Montreal 1976.